# Seligmann M. Trier

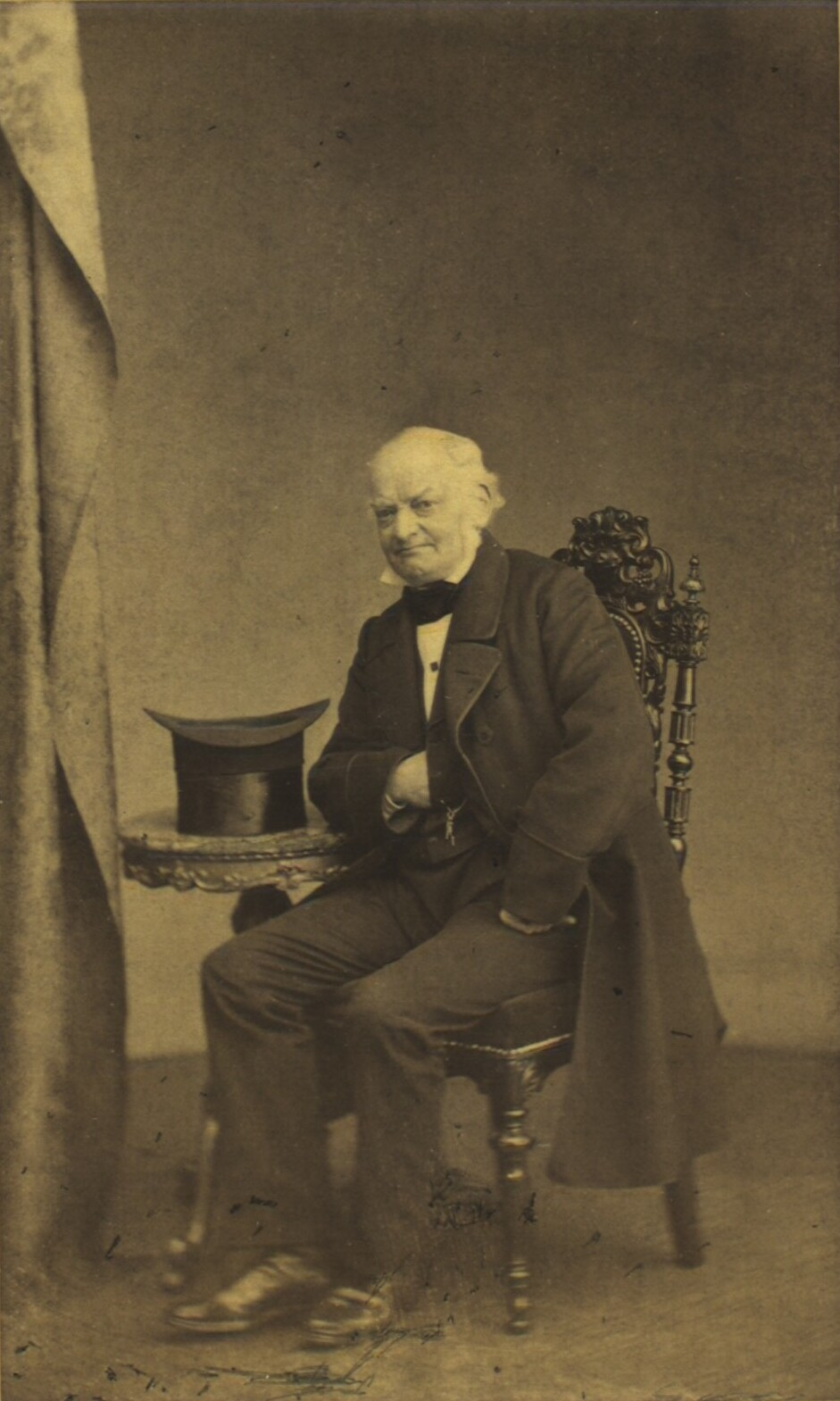
Seligmann M. Trier. Taget hos Rudolph Striegler 1862.

Seligmann Meyer Trier, född 7 juni 1800 i Köpenhamn, död där 20 december 1863, var en dansk läkare. Han var bror till Salomon M. Trier och far till Frederik Trier.
Trier blev student 1818, började, påverkad av Johan Daniel Herholdt, att studera medicin och tog medicinsk examen 1823. Han anställdes därefter vid Frederiks Hospital 1825, tog samma år licentiatgraden (De ictero I), var läkare vid smittkoppsanstalten och förste underläkare vid Frederiks Hospital 1826–1829 och tog doktorsgraden 1827 (De ictero II).
Under hans kliniska verksamhet hade Herholdt gjort honom uppmärksam på René Laënnecs banbrytande arbeten av patologisk-anatomisk och klinisk art och på den nya auskultationsmetoden med hjälp av stetoskopet. Ole Bang, som var Triers överläkare, hade sett metoden användas i Paris, men varken han eller Herholdt hade tillägnat sig den. Det blev Triers förtjänst att införa den nya undersökningen i Danmark, genom att 1830 utge Anvisning til at kjende lunge- og hjærtesygdomme ved Perkussion og middelbar Auskultation (svensk översättning 1831), en bok, som saknade vetenskaplig betydelse, men under många år var den enda av sin art i Danmark.
Trier åtnjöt betydande anseende och invaldes, trots att var jude, i Sundhedskollegiet 1836, samt blev 1842 överläkare vid Frederiks Hospital, där han visade sig som en framstående klinisk lärare. Han blev titulär professor 1847 och etatsråd 1857. Hans litterära verksamhet var ringa. Han var medutgivare av "Samlinger til Kundskab om Kolera" (1831–1832) och skrev olika artiklar i "Hospitalsmeddelelser".